# Torbda maculiscutis
Torbda maculiscutis är en stekelart som först beskrevs av Cameron 1905.  Torbda maculiscutis ingår i släktet Torbda och familjen brokparasitsteklar. Inga underarter finns listade i Catalogue of Life.